# Cúmul del Forn
A una distància d'aproximadament 62,0+5.9−5.5 Mal (19.0+1.8−1.7 Mpc), el Cúmul del Forn és el segon cúmul de galàxies en 100 milions d'anys llum, essent més petit que el Cúmul de la Verge. Es troba principalment a la constel·lació del Forn i pot estar associat amb el Grup d'Eridà. Tot i que petit, dintre del que són els cúmuls de galàcies, el Cúmul del Forn és una font valuosa d'informació sobre l'evolució d'aquests cúmuls, mostrant els efectes de la fusió d'un subgrup en un grup principal, que al seu torn aporta pistes sobre la superestructura associada de galàxies. Al centre del cúmul hi ha NGC 1399. Altres membres del cúmul són: NGC 1427A i NGC 1404.